# Mitologia serialu Zagubieni
Zasugerowano, aby zintegrować ten artykuł z artykułem Zagubieni. Nie opisano powodu propozycji integracji.

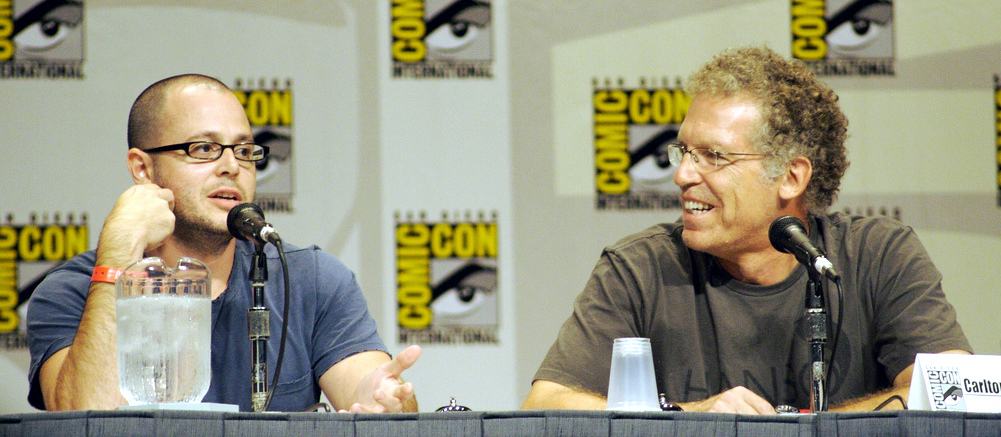
Główni twórcy mitologii serialu Zagubieni, Damon Lindelof i Carlton Cuse na Comic-Con 2007

Serial telewizyjny Zagubieni zawiera wiele tajemniczych aspektów, które uznaje się za nadprzyrodzone lub fantastyczne. Zwykle zjawiska te dotyczą czasoprzestrzennych anomalii, zbiegów okoliczności, paradoksów i innych zagadkowych rzeczy. Twórcy serii odnoszą się do tej część jako mitologii serialu.

## Wyspa
Główny miejscem akcji jest tajemnicza wyspa posiadająca niezwykłe właściwości. Może ona zmieniać swoje położenie, trudno na nią dotrzeć w zwykły sposób i jest niewidzialna dla świata zewnętrznego. Występują na niej też silne zjawiska elektromagnetyczne, które być może mają związek z jej uzdrawiającymi właściwościami. Sama wyspa otoczona jest przez jakiś rodzaj bariery, która powoduje zakłócenia czasowe dla tych, którzy znajdują się w jej pobliżu.

### Struktury

#### Czarna Skała
Osadzony w głębi dżungli XIX wieczny statek przewożący niewolników. W odcinku Ab Aeterno ujawniono, że w 1867 r. okręt pod dowództwem Magnusa Hanso, wypłynął z wysp Kanaryjskich do Nowego Świata. Na jego pokładzie znajdowali się więźniowie, wśród których był Richard Alpert. Kiedy statek przepływał w pobliżu wyspy szalał silny sztorm, w wyniku czego powstała ogromna fala, która zniosła statek w głąb lądu, niszcząc po drodze posąg Tawaret stojący na wybrzeżu. Wciąż jednak pozostaje tajemnicą, jak statek znalazł się prawie po drugiej stronie wyspy od miejsca, gdzie stał posąg.
W odcinku The Constant wspomniano, że 22 marca 1845 r. Czarna Skała wypłynęła z Portsmouth w Anglii w celach handlowych do królestwa Syjamu, ale po drodze zaginęła na morzu. Jedyną pozostałością po tej wyprawie był dziennik pierwszego oficera, odkryty siedem lat później na wyspie św. Marii, wśród rzeczy należących do piratów. Wiele lat później dziennik został kupiony na aukcji przez Charlesa Widmore’a.

#### Chata
Stara chata osadzona w głębi dżungli, którą zbudował członek Inicjatywy Dharma Horace Goodspeed jako rodzaj „azylu” dla siebie i żony. Później sądzono, iż zamieszkał w niej przywódca Innych, Jacob. W rzeczywistości był to Człowiek w czerni, który w jego imieniu wydawał fałszywe rozkazy. Kiedy w odcinku The Man Behind the Curtain chata po raz pierwszy została pokazana była otoczona popiołem, później krąg został przerwany. Wiadomo, że chata potrafi zmieniać swoją pozycję.

#### Latarnia morska
W odcinku Lighthouse, Jacob powiedział Hurleyowi, żeby zabrał Jacka do dotychczas niewidocznej latarni morskiej na wybrzeżu wyspy. Na szczycie kamiennej wieży znajdowały się lustra, które można było obracać wokół dużej kamiennej tarczy z numerami. Przy każdej cyfrze znajdowało się nazwisko „kandydata”. Kiedy Jack ustawił numer 23 ze swoim nazwiskiem w lustrach zobaczył dom z dzieciństwa. Nie wiadomo, czy było to spowodowane niezwykłymi właściwościami latarni, czy wpływem Jacoba.

#### Ruiny
Na Wyspie znajduje się wiele ruin dawnych budowli, z których część pokryta jest hieroglifami. W odcinku Live Together, Die Alone, Sayid, Jin i Sun płynąc wzdłuż wybrzeża natrafili na stopę z czterema palcami, która była pozostałością po posągu przedstawiającym egipską boginię płodności, Tawaret. W jej wnętrzu znajdowała się ukryta komnata, w której mieszkał Jacob.
Inne ruiny pojawiły się w odcinku The Brig, kiedy Inni przywiązali ojca Locke’a do zniszczonej, kamiennej kolumny.
W odcinku Meet Kevin Johnson Ben nakazał Alex, Karlowi i Rousseau udać się do Świątyni, która na jego mapie oznaczona była logiem Dharmy, choć wspomniano, że miejsce to chroni Potwór.
Z kolei w odcinku There’s No Place Like Home Part 3, Ben w stacji Orchidea wybił dziurę w ścianie, za którą znajdowało się starożytne pomieszczenie pokryte nieznanymi hieroglifami. Na jego końcu umieszczone było koło służące do przemieszczania wyspy.
Pod powierzchnią wyspy znajduje się też sieć tuneli, w których ukrywa się Potwór. Jedno z wejść znajduje się pod murem otaczającym Świątynię, a drugie pod powierzchnią rzeki. W jednym z pomieszczeń znajdujących się pod wioską Dharmy, Inni ukryli uszkodzoną bombę atomową. Część z tych tuneli zostało oznaczonych na mapie z drzwi antywybuchowych w stacji Łabędź.
W odcinku Across the Sea, młody Jacob i jego brat znaleźli się w pobliżu jaskini z wodospadem, z której wydobywało się światło. Później, kiedy Desmond do niej zszedł odkrył starożytne pomieszczenie, w którym znajdował się krąg wypełniony wodą z dużym hieroglificznym kamieniem pośrodku, przykrywającym tajemniczą dziurę. Po jego usunięciu woda i strumień energii z kręgu zanikły, a pomieszczenie ogarnęła czerwona poświata. Z kolei wyspą zaczęły targać gwałtowne wstrząsy. Kiedy Jack ustawił kamień z powrotem na miejsce wszystko wróciło do normy.

### Właściwości uzdrawiające
Wyspa ma nadzwyczajne właściwości uzdrawiające, dzięki którym może wyleczyć nawet nieuleczalne choroby i urazy, takie jak: uszkodzenie kręgosłupa (Locke), rak (Rose) i niepłodność (Jin). Zwykłe zranienia również goją się o wiele szybciej niż normalnie. Zdarza się jednak (choć rzadko), że na wyspie można zachorować. Od czasu „incydentu”, kiedy to wzrosło natężenie elektromagnetyczne, kobiety, które zaszły w ciążę na wyspie zaczęły umierać.

#### Uzdrowienia
Niektórzy rozbitkowie wyrażają przekonanie, że po katastrofie zostali cudownie uzdrowieni przez wyspę, m.in. Locke, który wcześniej był sparaliżowany, a odzyskał czucie w nogach oraz Rose, która chorowała na raka, a po katastrofie poczuła, że „rak opuścił jej ciało”.
Niezwykłe właściwości wyspy sprawiły, że nawet ciężko ranni szybko wracali do zdrowia. Przykładem jest Lock, który miał przygniecione nogi przez drzwi antywybuchowe w stacji Łabędź, został postrzelony przez Bena oraz trafiony w nogę przez Ethana.
Daniel Faraday, który cierpiał na poważne zaniki umysłowe, spowodowane własnymi eksperymentami czasowymi, po przybyciu na wyspę w pełni odzyskał dawną sprawność.

## Grupy

### Inni
Inni byli grupą mieszkańców wyspy, którzy zamieszkiwali ją od nieokreślonego bliżej czasu. Wiadomo, że zasiedlali ją przed przybyciem amerykańskiej armii, Inicjatywy Dharma i lotu 815. Prawdopodobnie część z nich wywodziła się z rdzennej ludności wyspy. Przez większość czasu mieszkali w dżungli lub świątyni, a po czystce projektu Dharma zamieszkali w jej wiosce. Przewodził nimi Ben, jednak ich rzeczywistym przywódcą był Jacob. Choć uważali się za „dobrych ludzi” nieobce im były porwania i zabójstwa niewinnych osób.

### Inicjatywa DHARMA
Od lat 70. do początku 90. na wyspie działał ogromny projekt badawczy pod nazwą „Inicjatywa DHARMA” (DHARMA Initiative), sponsorowany przez fundację Alvara Hanso. W ramach tego projektu na całej wyspie rozmieszczone były stacje badawcze, w których naukowcy badali różne dziedziny życia. Jednak członkowie DHARMY weszli w konflikt z Innymi, którzy uważali wyspę za swoją własność. Zawarto więc wstępny rozejm i wyznaczono ścisły podział terytorialny.
W latach 80. organizacja zaczęła chylić się ku upadkowi, a w 1992 r. została ostatecznie zniszczona przez Benjamina Linusa, który wraz z Innymi zorganizował masakrę uczestników projektu. W wyniku podróży w czasie, niektóre osoby z lotu 815 przez pewien czas były bezpośrednio związane z Inicjatywą DHARMA (uczestniczyły w projekcie).

## Zjawiska zmysłowe

### Szepty
Szepty często pojawiają się, gdy bohaterowie są w niebezpieczeństwie lub w innych przepełnionych napięciem momentach. Pierwszy raz pojawiły się w odcinku Solitary i początkowo uznano, że wydają je Inni. W końcówce szóstego sezonu okazało się, że są to szepty zmarłych, którzy „jeszcze nie ruszyli dalej” (lub znajdują się w czyśćcu). Szepty słyszeli m.in. Juliet, Jack, Rousseau, Sawyer, Sayid, Hurley i Shannon.

### Wizje
Liczne „wizje”, których doświadczają bohaterowie, często nie są faktycznymi wizjami lecz duchami zmarłych osób, lub bratem Jacoba przyjmującym fizyczną formę zmarłego. Wiele duchów pojawiło się zarówno na wyspie, jak i poza nią (Michael Dawson, Jacob, Emily Linus, Claudia, Ana Lucia, Charlie Pace). Niektóre z nich porozumiewają się z bohaterami w ich snach, jak Horace Goodspeed i Boone Carlyle, a inne na jawie. Wizje pomogły kilku bohaterom wykonać pewne zadania.
Zagadkę stanowi wizja Walta, który pojawił się w miejscach, w których nie mogło go być, gdyż nie umarł a brat Jacoba nie był zdolny do przyjmowania postaci żyjących osób.

## Inne

### Potwór / Człowiek w czerni
Wyspę zamieszkuje tajemniczy byt przypominający chmurę czarnego dymu i wydający mechaniczne odgłosy. Rozbitkowie nazwali go „Potworem”, choć nie jest on nim w tradycyjnym tego słowa znaczeniu. Damon Lindelof, jeden z producentów serii, określił go jako największą tajemnicę w mitologii serialu. Danielle Rousseau opowiadając rozbitkom o potworze stwierdziła, że to „system bezpieczeństwa wyspy”. Często atakuje on ludzi i przybiera postacie zmarłych. Przemieszczając się po wyspie taranuje czasem drzewa, a kiedy znajduje się w pobliżu słychać mechaniczne odgłosy. Jedynie krąg usypany z popiołu oraz bariera dźwiękowa chroniąca wioskę Dharmy są dla niego przeszkodą.
W odcinku Across the Sea ujawniono, że niegdyś był człowiekiem i nieznanym z imienia bratem Jacoba. Bardzo chciał opuścić wyspę, ale ich opiekunka, z którą mieszkali odciągała go od tego pomysłu i sabotowała jego plany. W końcu ją zabił, jednak przyłapał go na tym Jacob, który w zemście za jej śmierć wrzucił go do groty, z której wydobywało się tajemnicze światło. Tam został zmieniony w czarny dym.  Pomimo że został pozbawiony fizycznej postaci, mógł przybierać ludzki wygląd i nadal chciał opuścić wyspę. Jednak żeby to zrobić musiał zabić Jacoba. Z niewyjaśnionych powodów nie mógł tego dokonać samodzielnie, więc manipulował innymi ludźmi, by zrobili to za niego.
W odcinku LA X ujawniono, że „Locke”, z którym podróżował Ben to Potwór, który przybrał jego postać.

### Liczby
Przez cały serial przewija się ciąg liczb: 4, 8, 15, 16, 23 i 42. Pojawiają się one w różnych miejscach i przedmiotach zarówno wspólnie, jak i pojedynczo. Ich suma wynosi 108 i jest kolejną liczbą, często pojawiającą się w serialu.
Według filmu instruktażowego Dharmy z Lost Experience, liczby są parametrami równania Valenzettiego, które dokładnie przewiduje koniec ludzkości. Początkowo scenarzyści wprowadzili liczby wyłącznie po to, by zaaranżować spotkanie między Hurleyem i Rousseau, jednak dzięki reakcji widzów rozwinęli ich znaczenie.